# Тополь Едуард Володимирович
Тополь Едуард — російський письменник.

## Життєпис
Народився 1938 р. в Баку. Закінчив сценарний факультет Всесоюзного державного інституту кінематографії(1965). Працював кореспондентом газет «Комсомольская правда» і «Литературная газета» (1961—1967).
За його сценаріями створено фільми: «Юнга Північного флоту», «Неповнолітні», «Любов з першого погляду» (під псевдонімом Белла Абрамова). Співавтор сценарію української стрічки «Море нашої надії» (1971). 1978 р. виїхав за кордон. Автор книг: «Красная площадь», «Журналист для Брежнєва» (обидві у співавторстві з Фрідріхом Незнанським), «Игра в кино: Кинороман моей жизни».
Ще в період життя у СРСР Тополь опублікував сценарій НФ фільму «Відкриття» (1973), який так і не був поставлений. В еміграції письменник завоював репутацію автора гостросюжетних (хоча й маловиразних) політичних трилерів; в декількох творах використані сюжети і елементи Наукової фантастики (переважно це політика наддержав в близькому майбутньому). Серед творів, що прямо стосуються політичної фантастики, виділяються романи — «Чуже обличчя» (рос 1983 -. США), у якому радянський уряд загрожує світу сейсмічною зброєю, і «Завтра в Росії» (рус 1990 -. США) — не дуже вдала, швидко застаріла антиутопія, сюжет до-рій становить опис контрреформаторського перевороту в СРСР, здійсненого партійною верхівкою, і прийдешньої народної революції (див. Соціалізм).